# Ō Rissei
Ō Rissei (王 立誠?, 王 立诚S, Wáng LìchéngP; Nantou, 7 novembre 1958) è un goista giapponese di origine taiwanese.

## Biografia
Nato a Taiwan, dimostrò fin da subito un grande talento nel gioco del go e all'età di 13 anni lasciò il suo paese per trasferirsi in Giappone, che offriva migliori possibilità di guadagno per una carriera professionistica in questa disciplina. 
La sua prima finale è stata nel 1980 alla Prime Minister Cup e l'anno seguente vinse il suo primo titolo al torneo Shinjin-O. 
Il momento migliore della sua carriera è stato durante la seconda metà degli anni '90 e i primi anni 2000. Durante questo periodo ha vinto tre volte il titolo Kisei ed è stato finalista per il Meijin e per l'Honinbo.
In carriera ha vinto 19 titoli nazionali e 2 internazionali.
Ha una figlia anch'essa giocatrice professionista, O Keii (Wang Jingyi), sposata con il collega Yamamori Tadanao.

## Titoli
| Nazionali                             | Nazionali                  | Nazionali            |
| Tornei                                | Vittorie                   | Finalista            |
| ------------------------------------- | -------------------------- | -------------------- |
| Kisei                                 | 3 (2000–2002)              | 1 (2003)             |
| Meijin                                |                            | 1 (1998)             |
| Honinbo                               |                            | 1 (1998)             |
| Jūdan                                 | 4 (2001–2004)              | 2 (1996, 2005)       |
| Ōza                                   | 4 (1995, 1998–2000)        | 2 (1996, 2001)       |
| Agon Cup                              | 1 (1994)                   | 1 (2001)             |
| NHK Cup                               | 1 (1997)                   | 2 (1988, 2003)       |
| Shinjin-O                             | 1 (1981)                   | 1 (1986)             |
| NEC Cup                               |                            | 3 (1989, 1998, 2002) |
| Kakusei                               | 4 (1989, 1993, 1999, 2000) | 1 (1990)             |
| Hayago Championship                   |                            | 2 (1992, 1997)       |
| Shin-Ei                               | 1 (1983)                   |                      |
| Prime Minister Cup                    |                            | 1 (1980)             |
| NEC Shun-Ei                           |                            | 2 (1986, 1987)       |
| Totale                                | 19                         | 20                   |
| Continentali                          |                            |                      |
| Asian TV Cup                          |                            | 1 (1997)             |
| Totale                                | 0                          | 1                    |
| Internazionali                        |                            |                      |
| LG Cup                                | 1 (1998)                   |                      |
| Chunlan Cup                           | 1 (2000)                   | 1 (2001)             |
| Fujitsu Cup                           |                            | 2 (1992, 1997)       |
| Zhonghuan Cup                         |                            | 1 (2004)             |
| Shinan Senior International Baduk Cup | 1 (2019)                   |                      |
| Totale                                | 3                          | 4                    |
| Totale in carriera                    |                            |                      |
| Totale                                | 22                         | 25                   |